# Proclamación presidencial (Estados Unidos)

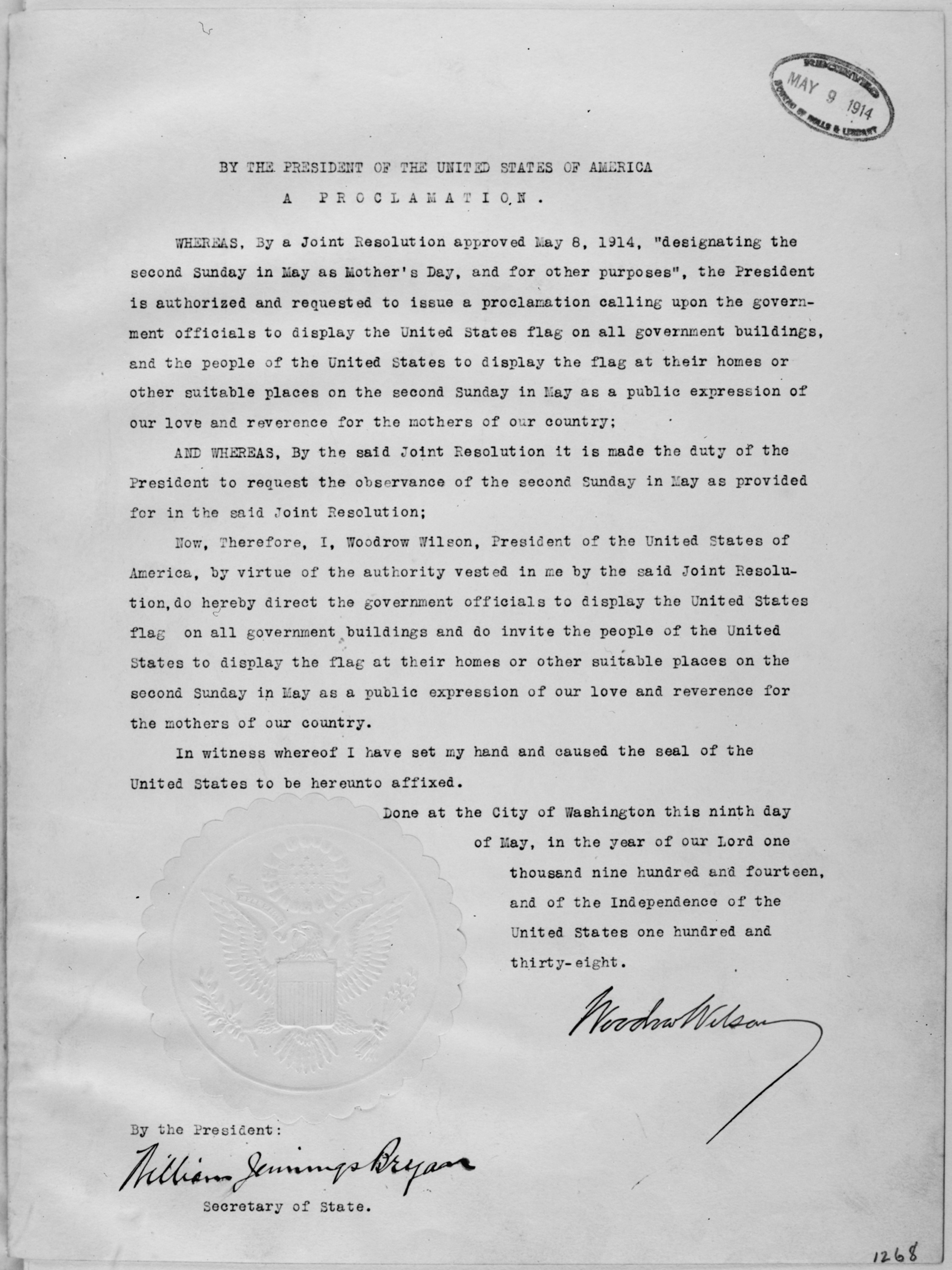
Proclamación presidencial 1268 del 9 de mayo de 1914 considerando el día de la madre

Una proclamación presidencial es una declaración emitida por el presidente de los Estados Unidos en un asunto de política pública, y es una clase de directiva presidencial.

## Detalles
Una proclamación presidencial es un instrumento que:
- Declara una condición
- Declara una ley y requiere obediencia,
- Reconoce un acontecimiento, o
- Desencadena la implementación de una ley, reconociendo que las circunstancias descritas en la ley han sido tenidas en cuenta.[1]

Las proclamaciones emitidas por el presidente de los EE. UU. se clasifican en dos amplias categorías:
1. Proclamaciones "ceremoniales", que designan observancias especiales o para celebrar vacaciones nacionales.
2. Proclamaciones "sustantivas", que normalmente están relacionadas con la conducción de relaciones internacionales y otros deberes ejecutivos jurados. Estos pueden ser, pero no están limitadas a, asuntos de comercio internacional, ejecución de controles de exportación, establecimiento de aranceles, o la reserva de tierras federales para el beneficio del público en alguna manera.[2]

A menos que lo autorice el Congreso, la proclamación de un presidente no tiene fuerza legal. Si el Congreso aprobara una ley que surtiera efecto sobre la ocurrencia de un evento posible, y posteriormente el presidente proclamara que el evento sucedió, entonces la proclamación sí tendría fuerza de ley.
Las proclamaciones presidenciales a menudo se descartan como una herramienta práctica para la formulación de políticas porque se consideran en gran parte ceremoniales o simbólicas. El peso administrativo de estas proclamaciones se confirma porque a menudo están específicamente autorizadas por los estatutos del Congreso, convirtiéndolas en "poderes unilaterales delegados". En ocasiones, sus emisiones han tenido importantes consecuencias políticas e históricas en el desarrollo de los Estados Unidos. La Proclamación de Neutralidad de George Washington de 1793 y la Proclamación de Emancipación de Lincoln en 1863 son algunas de las proclamaciones presidenciales más famosas de Estados Unidos.  El peso legal de las proclamaciones presidenciales sugiere su importancia para el gobierno presidencial.
Las proclamaciones también se utilizan, a menudo polémicamente, para otorgar perdones presidenciales. Las recientes proclamas de perdón notables son el perdón de Gerald Ford del expresidente Richard Nixon (1974), el perdón de Jimmy Carter a los evasores del servicio militar durante la Guerra de Vietnam (Proclamación 4483, 1977) y el perdón de George W. Bush a la sentencia de prisión de Lewis "Scooter" Libby (2007).
Aunque son menos importantes en términos de política pública, las proclamaciones también son utilizadas ceremonialmente por los presidentes para honrar a un grupo o situación o para llamar la atención sobre ciertos temas o eventos. Por ejemplo, el presidente George H. W. Bush emitió una proclamación para honrar a los veteranos de la Segunda Guerra Mundial y Ronald Reagan llamó la atención sobre la salud ocular al proclamar la Semana Save Your Vision y emitir la Proclamación 5497 reconociendo la Semana Nacional del Teatro.